# St. Marien (Sandersdorf)

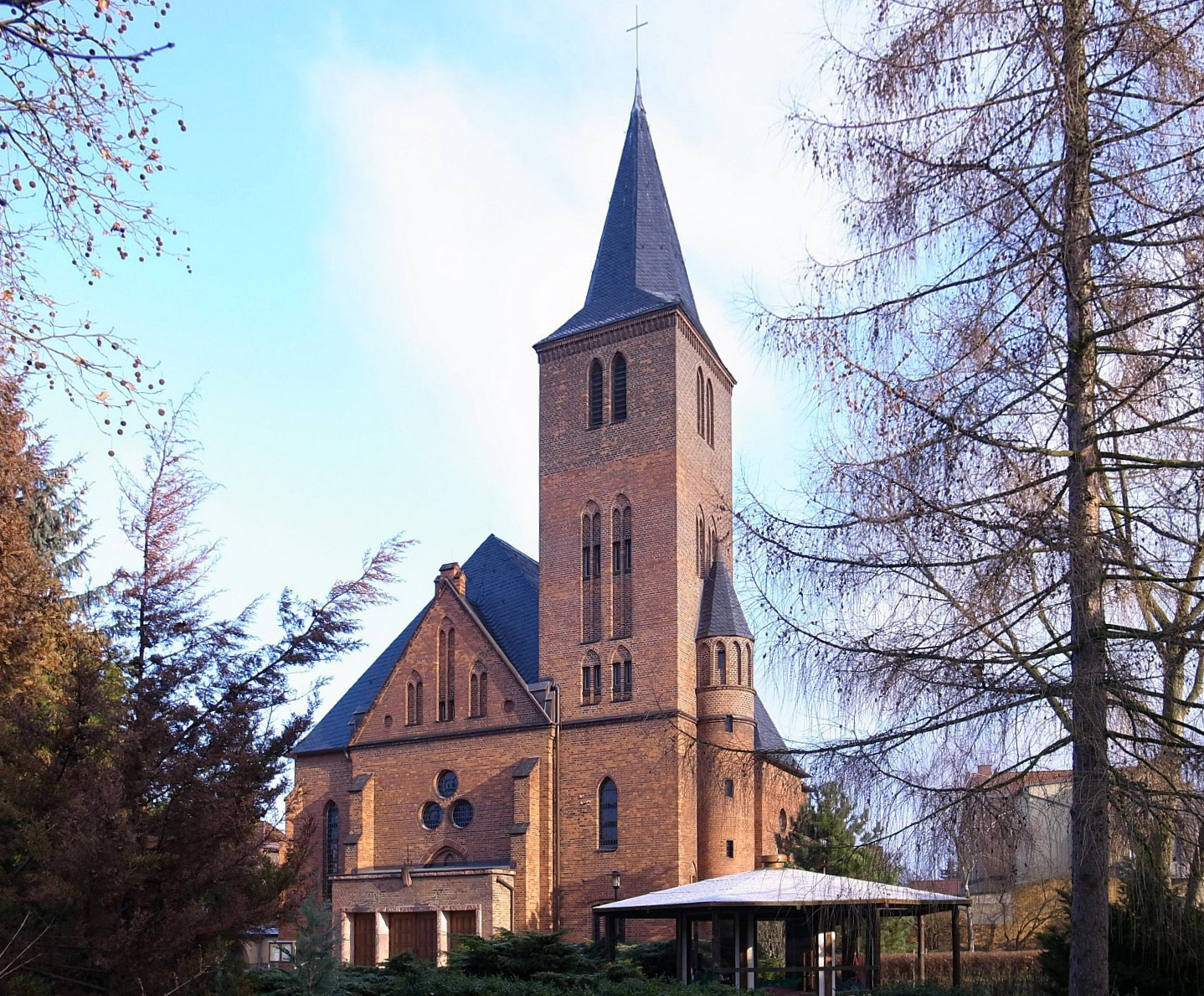
Ansicht von Südwesten

Die katholische Kirche St. Marien von Sandersdorf in der Stadt Sandersdorf-Brehna im Landkreis Anhalt-Bitterfeld in Sachsen-Anhalt steht unter Denkmalschutz und ist im Denkmalverzeichnis mit der Erfassungsnummer 094 95194 als Baudenkmal eingetragen.

## Lage
Nordöstlich der evangelischen Kirche befindet sich die katholische Kirche am Platz der Deutschen Einheit in Sandersdorf. Die nach Maria (Mutter Jesu) benannte Kirche ist Namensgeberin der zu ihr – von der Greppiner Straße aus – führenden Marienstraße.

## Geschichte und Architektur
Am Industriestandort Bitterfeld-Wolfen haben mehrere Orte sowohl eine katholische als auch eine evangelische Kirche. Dies erklärt sich aus dem Zuzug von Arbeitskräften sowohl im Braunkohlebergbau als auch in der chemischen Industrie, der im späten 19. Jahrhundert einsetzte. Katholische Arbeiter aus anderen Gegenden, besonders aus dem heutigen Polen, zogen nach Bitterfeld und in sein Umland und bildeten eigene Gemeinden. Diese bedurften bald größerer Räumlichkeiten, so dass neue Kirchen erbaut wurden.
In Sandersdorf, einem großen Industriedorf, begann zunächst 1898 der Bau einer katholischen Schule. Im Schulgebäude wurde neben dem Klassenraum auch eine Kapelle für die Gottesdienste eingerichtet. Nachdem die Zahl der Katholiken in Sandersdorf und den umliegenden Ortschaften angestiegen war, mietete man für die Sonntagsgottesdienste der zirka 1000 Katholiken den Tanzsaal des Gasthauses Thüringer Hof. Die Kapelle im Schulhaus wurde fortan nur noch für Werktagsgottesdienste genutzt.
1905 wurde Wilhelm Sondermann, Kaplan der Pfarrei Bitterfeld, zum Filialvikarieverweser von Sandersdorf ernannt, womit in Sandersdorf eine katholische Gemeinde gegründet wurde. Von 1905 an wurden in Sandersdorf auch katholische Kirchenbücher geführt. Im gleichen Jahr wurde in Sandersdorf ein Wohnhaus als Pfarrhaus erworben, das im Oktober 1905 von Wilhelm Sondermann bezogen wurde.
Nach dem ersten Spatenstich am 15. April 1906 erbaute man in nur sieben Monaten die Kirche als neugotischen Backsteinbau mit dem Turm an der Südwestecke des Schiffs. Dieses Stilelement ist typisch für zahlreiche Kirchen des Baumeisters Arnold Güldenpfennig (z. B. St. Norbert (Merseburg) oder Herz-Jesu-Kirche (Sangerhausen)), genauso wie der Treppenturm am Turm selbst (so auch z. B. bei St. Franziskus und St. Elisabeth (Halle) oder auch St. Pankratius (Gütersloh)). Am 18. November 1906 fand die Benediktion der Kirche statt. Am 1. August 1915 wurde die Filialkirchengemeinde Sandersdorf gegründet, sie gehörte zur Pfarrei Bitterfeld. In der Zeit des Nationalsozialismus wurde die katholische Schule Sandersdorf 1940 durch die staatlichen Machthaber geschlossen.
Nachdem sich nach dem Zweiten Weltkrieg die Zahl der Katholiken in der Filialkirchengemeinde Sandersdorf weiter erhöht hatte, erfolgte am 1. April 1951 die Erhebung der Filialkirchengemeinde Sandersdorf zur Pfarrei, die das Patrozinium Beata Maria Virgo Auxilium Christianorum (Maria, Hilfe der Christen) bekam. Die im Zweiten Weltkrieg zerstörte Turmspitze wurde 1953 fünf Meter höher erbaut. Auch der Portalvorbau ist eine spätere Zutat.
Zum 1. März 2006 wurde der Gemeindeverbund Bitterfeld – Gräfenhainichen – Holzweißig – Sandersdorf errichtet, der außer der St.-Marien-Kirche in Sandersdorf auch die Herz-Jesu-Kirche in Bitterfeld, die St.-Michael-Kirche in Brehna, die Maria-Hilfe-der-Christen-Kirche in Gräfenhainichen, die St.-Joseph-Kirche in Holzweißig, die St.-Barbara-Kapelle in Roitzsch und die St.-Antonius-von-Padua-Kirche in Zschornewitz umfasste. Aus dem Gemeindeverbund wurde am 2. Mai 2010 die heutige Pfarrei Heilige Familie gebildet.
Heute gehört das Gotteshaus, das auch als Wallfahrtskirche fungiert, zur Pfarrei Heilige Familie Bitterfeld des Bistums Magdeburg.

## Inneres und Ausstattung
Im Inneren der Kirche befindet sich eine Orgel von Wilhelm Rühlmann (Zörbig) aus dem Jahr 1908. Die ursprünglichen Glocken mussten im Ersten Weltkrieg im Jahr 1918 als Metallspende eingeschmolzen werden und konnten erst 1929 ersetzt werden. Im Jahr 1992 erhielt die Kirche eine Fußbodenheizung. Auch mehrere Renovierungen (Marienaltar, Kirchenfenster) sind überliefert.

## Umfeld
Im Areal der Kirche entstand unter anderem ein Jugendheim, ein pavillonartiger Bau sowie ein Kreuzgang.

## Wallfahrt
Im Jahr 1907 gewährte Papst Pius X. Ablass auf ein in der Kirche befindliches Marienbildnis. Belege für eine sofort einsetzende Wallfahrt gibt es nicht, sondern nur Bemerkungen zur Marienfrömmigkeit der Gemeinde. Als allerdings Rheinländer die Kirche für sich entdeckten, wurde in den frühen 1940er Jahren eine Wallfahrtseinladung ausgesprochen, der umgehend hunderte, bald tausende Menschen folgten. Das päpstliche Privileg wurde daraufhin aus dem Archiv geholt und aufgehängt. Traditionell finden Männer- und Frauenwallfahrten aus dem Umland nach Sandersdorf statt, allerdings macht sich im 21. Jahrhundert ein Niedergang bemerkbar, der auch dem Kloster Helfta zugeschrieben wird. Im Jahr 2020 wurde sie wegen der COVID-19-Pandemie abgesagt.